# Облепиха
Облепи́ха (лат. Hippóphae) — род растений семейства Лоховые (Elaeagnaceae).

## Ботаническое описание

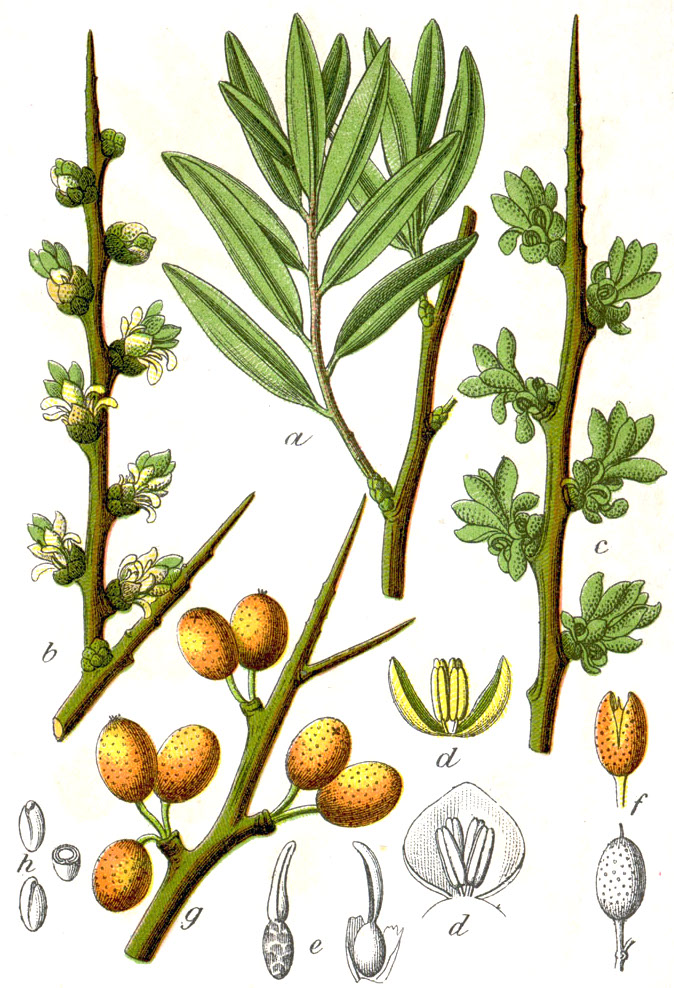
Ботаническая иллюстрация Якоба Штурма из книги Deutschlands Flora in Abbildungen, 1796

Кустарники или деревья, большей частью колючие, от 0,1 до 3—6 м (редко до 15 м) высотой.
Листья очерёдные, узкие и длинные, зелёные в мелких точках сверху, серовато-белые или серебристые, или ржаво-золотистые с нижней стороны от густо покрывающих их звёздчатых чешуек.
Цветки появляются раньше листьев. Они однополые мелкие, невзрачные и сидят либо скученно, в коротких колосовидных соцветиях при основании молодых побегов (мужские), либо по одному (реже по 2—5) в пазухе кроющей чешуйки (женские); растения двудомные.
Околоцветник простой, двураздельный; в мужском цветке цветоложе плоское, в женском — вогнутое, трубчатое; тычинок четыре (очень редко три); пестик один, с верхнею, одногнёздною, односемянною завязью, и с двураздельным рыльцем. Цветки опыляются ветром, реже насекомыми.
Плод — сфалерокарпий («ложная костянка»), состоит из орешка, одетого разрастающейся чашечкой, которая становится сочной, мясистой, гладкой и блестящей. Плоды оранжевые или красноватые, их много, они густо расположены и как бы «облепляют» ветви (отсюда и русское название растения). Плод имеет шарообразную или вытянутую форму.
Растения размножаются семенами и вегетативно.

## Экология

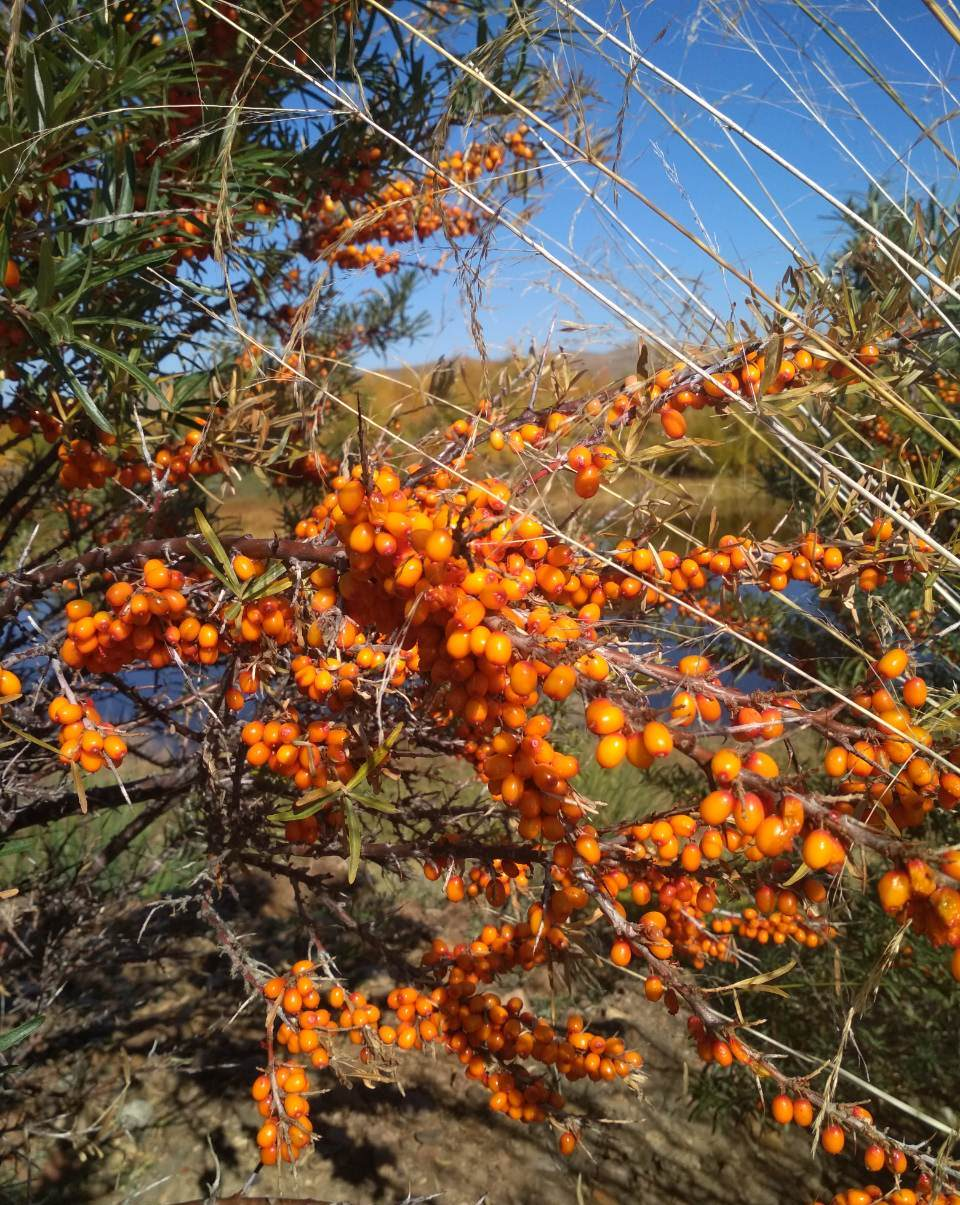
Спелые ягоды облепихи. Селенгинский район, Бурятия

Растут по берегам водоёмов, в поймах рек и ручьёв, на галечниках и песчаных почвах. В горах поднимается до высоты 2 100 м над уровнем моря. В России широко распространена в Сибири.

## Значение и применение
Плоды съедобные, используются для получения соков, компотов, вин, облепихового масла. Это масло находит широкое применение в медицине и косметологии, входит в состав лосьонов, мазей, лекарственных препаратов.

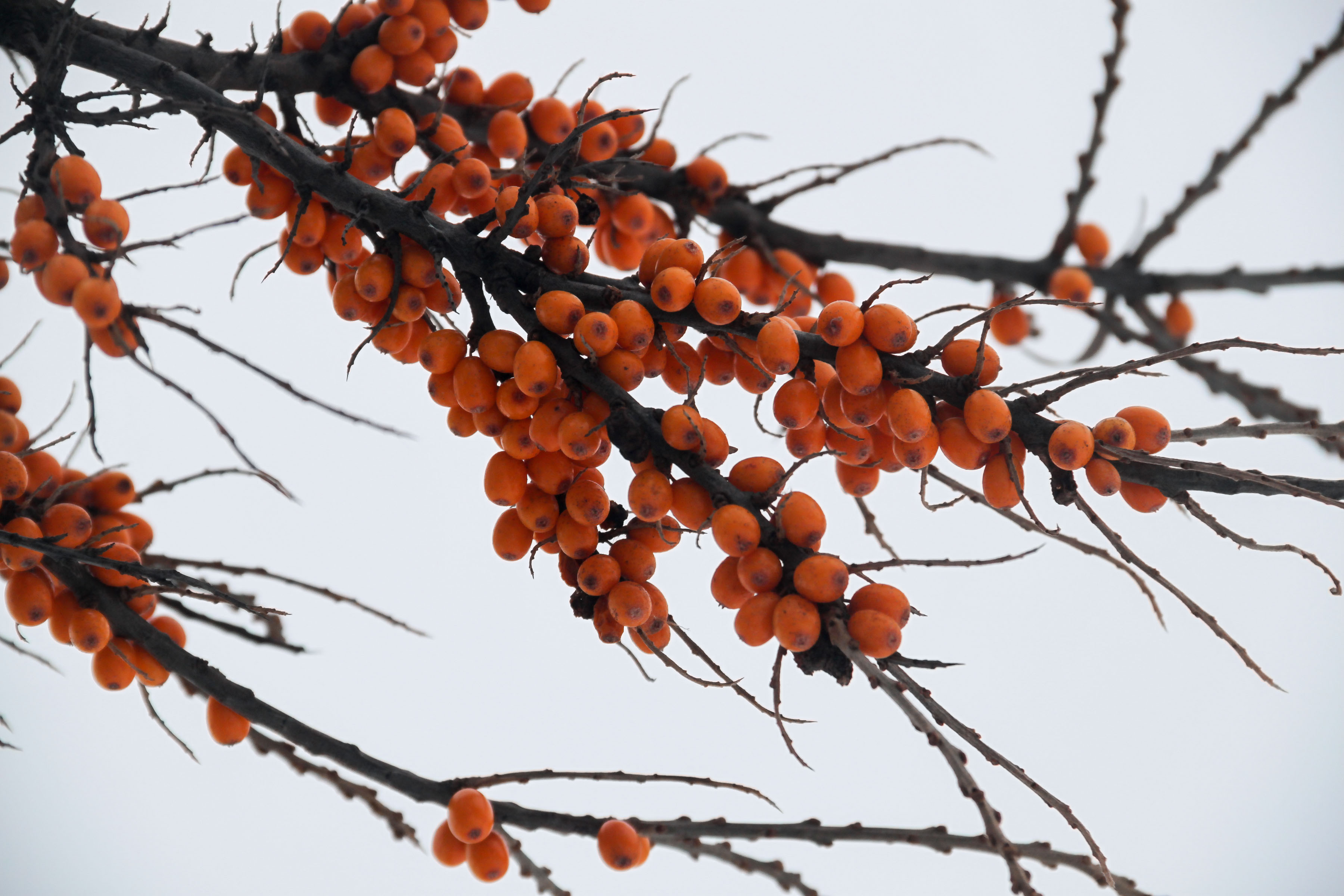
Плоды облепихи на ветке зимой

Облепиха крушиновидная культивируется ради плодов, имеет значение и как декоративное растение.
Плоды содержат витамины (С, Е, группы B), каротин. Плоды употребляют в сыром виде, извлекают из них масло, делают настойки и варенья.
Кустарники облепихи используются для закрепления песков, дорожных откосов, оврагов, для живых изгородей.
Листья облепихи служат дубильным сырьём.
Плоды являются важной составляющей частью зимней пищи некоторых птиц, например, рябинника.

## Классификация
Известны два вида:
- Hippophaë rhamnoides L. typus — Облепиха крушиновидная — растёт почти повсюду в Европе и в зоне умеренного климата Азии (встречается и в части тропической зоны — в Индии и Пакистане).
- Hippophaë salicifolia D.Don. — Облепиха иволистная — растёт на юге китайского автономного района Синьцзян, в горных районах Индийского субконтинента (Бутан, Индия, Непал).